# Hospital Nacional de Parapléjicos (Toledo)
El Hospital Nacional de Parapléjicos (HNP) es un centro hospitalario público ubicado en la ciudad española de Toledo, especializado en el tratamiento integral de la lesión medular. Fue fundado en 1974.

## Historia

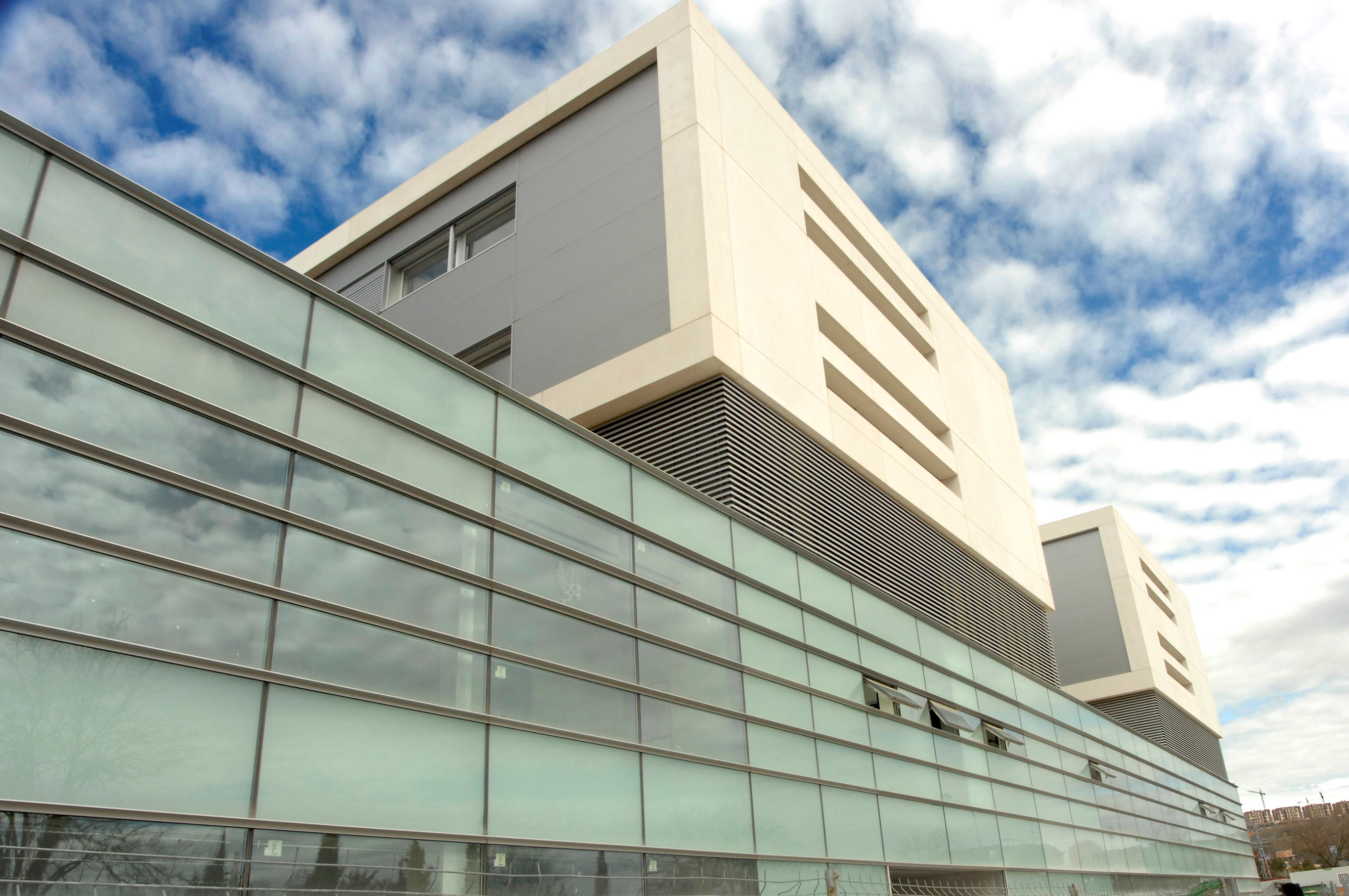
Vista del hospital

Sus instalaciones fueron inauguradas el 7 de octubre de 1974 por los entonces príncipes de España, Juan Carlos de Borbón y Sofía de Grecia.
El centro fue gestionado por la Seguridad Social, luego por el antiguo INSALUD y, con las transferencias en materia sanitaria el 1 de enero en 2002, la Junta de Comunidades de Castilla-La Mancha asume la titularidad del Hospital Nacional de Parapléjicos. Su actividad continúa hasta hoy como centro de referencia nacional reconocido por el Ministerio de Sanidad para la lesión medular espinal.

## Descripción

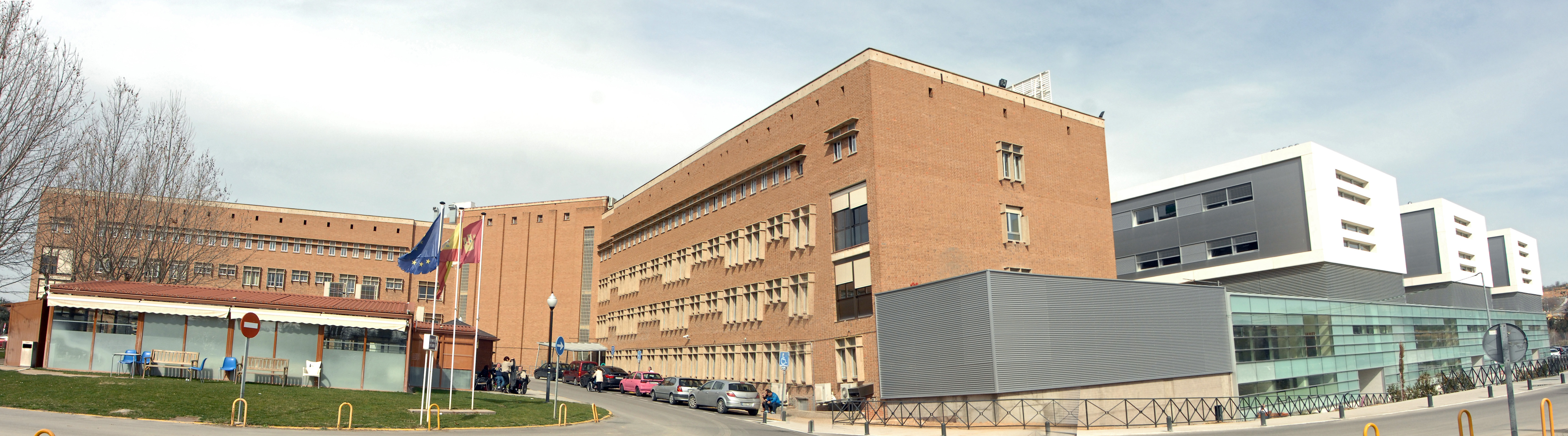
Vista panorámica del hospital

El objetivo del HNP consiste en prestar servicios de salud y rehabilitación integral a las personas con lesión medular espinal, la formación de personal cualificado y la realización de investigación científica y técnica en el campo de las neurociencias y, específicamente, en relación con los problemas que afectan a los pacientes con lesión medular.

## Cartera de servicios

### Consultas externas
- Rehabilitación
- Rehabilitación infantil
- Cirugía Plástica
- Cirugía General
- Ortopedia y Traumatología
- Urología
- Medicina Interna
- Programa de apoyo respiratorio crónico domiciliario
- Neurología
- Pediatría
- Unidad del dolor y espasticidad
- Unidad de rehabilitación sexual y reproducción asistida
- Unidad de electroestimulación funcional

### Servicios centrales y de diagnóstico
- Dermatología
- Farmacia Hospitalaria
- Laboratorio de bioquímica y hematología
- Laboratorio de microbiología
- Radiodiagnóstico
- Urodinamia
- Electrocardiografía
- Estudio vascular: Doppler y Pletismografía de Impedancia
- Pruebas funcionales respiratorias
- Fibrobroncoscopia
- Unidad de Isocineticos
- Estudios electrofisiológicos
- Medicina Preventiva
- Unidad de Neurología Funcional
- Unidad del Dolor y Espasticidad
- Laboratorio de Neurología Experimental
- Unidad de Psiquiatría

### Hospitalización
- Rehabilitación y rehabilitación infantil
- Cuidados Intermedios de Apoyo Respiratorio y Marcapasos Frénico
- Unidad de Cuidados Intensivos

### Servicios quirúrgicos
- Cirugía General y del Aparato Digestivo
- Urología
- Cirugía Ortopédica y Traumatología
- Cirugía Plástica y Reparadora
- Unidad del Dolor y Espasticidad
- Anestesia y Reanimación

### Rehabilitación
- Hospitalización
- Cinesiterapia
- Rehabilitación Respiratoria
- Electroestimulación funcional
- Terapéutica física: Onda Corta, Ultrasonidos, Hidroterapia
- Laserterapia, Isocinéticos
- Terapia Ocupacional
- Rehabilitación Complementaria
- Pista de Obstáculos y Entrenamiento
- Biomecánica y Ayudas Técnicas

### Unidades administrativas y de apoyo
- Dirección y administración
- Recursos Humanos
- Atención al Paciente
- Trabajo Social
- Unidad de Garantía de Calidad
- Mantenimiento
- Hostelería
- Atención religiosa católica
- Admisión
- Caja / Facturación
- Suministros
- Recursos Materiales
- Control de Gestión
- Servicio de Informática
- Unidad desarrollo de Nuevas Tecnologías Información
- Gabinete de Comunicación
- Fotografía Clínica

## Causas de ingreso por lesión medular (balance 2014)

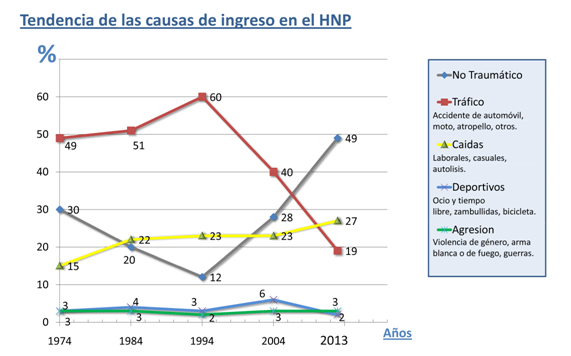
Tendencia de las causas de ingreso en el Hospital Nacional de Parapléjicos.

En la revisión de la casuística de ingresos del año 2014 se destaca que ingresaron 271 pacientes nuevos en el hospital, una cifra similar a la del pasado 2013.
Las causas de lesión medular han sido traumáticas o por enfermedades neurológicas en similar porcentaje (50.6 % y 49,4 %)
Con mayor frecuencia estas lesiones han afectado a hombres (64 %) que a mujeres (36 %). La edad media ha sido de 48 años. Las franjas de edad con mayor número de casos han sido las de 45-59 y 60-75.
Las lesiones han sido cervicales (41 %), dorsales (43 %) y lumbo-sacras (16 %). La lesión medular ha sido completa en el 27 % de los casos e incompleta en el 73 %. Respecto al año anterior han disminuido en un 8 % las lesiones cervicales y han aumentado el número de lesiones incompletas en un 6 %.
La principal causa de lesión traumática han sido las caídas, 29.9 %, el accidente de tráfico es la segunda causa con un 14,4 % , los accidentes deportivos el 5,2 % y finalmente las agresiones representan el 1,1 %.
Las causas no traumáticas han sido las tumorales (11,8 %), complicaciones procedimientos quirúrgicos (10 %), inflamatorias/autoinmunes (7,7 %), ostearticulares (7,7 %), vasculares (7,4 %), infecciosas (3,3 %) y congénitas (1,5 %).
Con respecto al año anterior ha aumentado el porcentaje de accidentes por caída y deportivos y disminuido el de accidentes de tráfico. En cuanto a las causas no traumáticas no existen grandes diferencias, si acaso un ligero aumento de las causas degenerativas osteoarticulares.
Los pacientes procedían principalmente de Madrid (32,1 %), Castilla-La Mancha (26,2 %), Castilla y León (11,4 %), Murcia (6,3 %), Extremadura (5,5 %), Valencia (4,1 %), Andalucía (3,7 %), País Vasco (2,2 %), La Rioja (1,8 %), Cantabria (1,8 %), Aragón (1,5 %), Navarra (1,1 %), Asturias (0,7 %), Galicia (0,7 %) y Canarias (0,4 %).

## Investigación en el Hospital Nacional de Parapléjicos
Aparte de su función asistencial, el Hospital de Parapléjicos también desarrolla actividades de investigación en el campo de la lesión medular, a través de la Fundación del Hospital Nacional de Parapléjicos para la Investigación y la Integración (FUNHPAIIN), creada en julio de 2004.
Desde una perspectiva de la investigación traslacional, en la actualidad el centro cuenta con diez grupos consolidados de Investigación Básica (IB), dos grupos consolidados de Investigación Clínica (IC) y seis grupos emergentes de Investigación Clínica.
Las líneas de investigación en el HNP se centran en el conocimiento de la biología de la lesión medular y en las aproximaciones terapéuticas destinadas a desarrollar nuevas terapias para curar los déficits causados por la lesión medular y mejorar las condiciones de vida de los pacientes.
Las investigaciones básicas y cínicas que se desarrollan en el hospital se centran en las siguientes líneas:
Neuroprotección: identificación de procedimientos para preservar el tejido nervioso tras una lesión de la médula espinal.
- Grupo de Neuroprotección Molecular (IB)
- Grupo de Neuroinflamación (IB)

Promoción del crecimiento axonal y la remielinización: análisis de los mecanismos que promueven e inhiben la regeneración axonal y desarrollo de aproximaciones terapéuticas para promover el crecimiento así como la remielinización de los axones.
- Grupo de Plasticidad Neural (IB)
- Grupo de Neurología Molecular (IB)
- Grupo de Reparación Neural y Biomateriales (IB)
- Grupo de Biología de Membranas y Reparación Axonal (IB)
- Grupo de Neuroinflamación (IB)
- Grupo de Neurobiológica del Desarrollo (IB)

Restablecimiento de redes neuronales: estudio de los circuitos neuronales y la regulación de su formación y mantenimiento. Análisis de mecanismos de guía axonal que permitan restablecer las conexiones perdidas, así como estudiar las formas de explotar y fortalecer las conexiones entre el cerebro y la médula espinal remanentes después de una lesión.
- Grupo de Neuroseñales / Bioingeniería y Neurofisiología Experimental (IB)
- Grupo de Neurobiología del Desarrollo (IB)

Trasplantes, células y sustratos terapéuticos: desarrollo de estrategias de trasplantes de células o sustratos que sirvan para reemplazar las células y estructuras perdidas por la lesión y que, asimismo, ayuden al cruce de axones por el área lesionada.
- Grupo de Neurología Molecular (IB)
- Grupo de Reparación Neural y Biomateriales (IB)
- Grupo de Plasticidad Neural (IB)

Prevención de las complicaciones agudas y crónicas: desarrollo de intervenciones para prevenir y revertir la evolución de sucesos causados por la lesión medular, incluyendo la pérdida de función urinaria, intestinal y sexual, complicaciones como las infecciones, la espasticidad, las escaras de presión, las irregularidades en la presión sanguínea y la temperatura y el dolor crónico.
- Grupo de Función Sensitivo-Motora (IB)
- Grupo FENNSI (IC)
- Grupo de Fisiopatología Vascular (IC)
- Unidad de Reproducción y Función Sexual (IC)
- Unidad de I+D+I en Biomecánica y Ayudas Técnicas (IC)

Rehabilitación y mantenimiento del potencial para la recuperación: identificación de los requerimientos para un cuidado postlesión apropiado y la rehabilitación necesaria para mantener el máximo potencial de recuperación.
- Recuperación de la marcha y recuperación funcional (IC)

Herramientas y modelos para el análisis de la lesión medular y su tratamiento: Desarrollo de innovaciones metodológicas para la evaluación de la lesión medular y las terapias propuestas.
- Grupo de Reparación Neural y Biomateriales (IB)

Grupos emergentes de Investigación Clínica
- Equipo de Radiología (IC)
- Equipo de Urología (IC)
- Equipo de Cirugía Ortopédica y Traumatología y Patología del Raquis (IC)
- Equipo de Medicina Interna (IC)
- Recuperación de la marcha y recuperación funcional (IC)
- Unidad de Reproducción y Función Sexual (IC)

## Servicios de apoyo: tecnología futurista para el estudio de la lesión
Los principales recursos se encuentran repartidos en los siguientes servicios e infraestructuras:
Servicio de Microscopia y Análisis de imagen: este servicio cuenta con equipos para procesamiento de muestras y equipos de observación a través de técnicas de microscopía óptica y microscopía confocal, un sistema de alta resolución para muestras biológicas que utiliza el láser para incrementar el contraste.
Servicio de Citometría de Flujo y separación celular: aparato que analiza las células y mide las características de dispersión de luz y fluorescencia que estas poseen conforme se las hace pasar a través de un rayo de luz. Esta técnica es especialmente útil en el campo de la biología molecular, ya que permite el análisis de ciclo celular, apoptosis y separación celular de poblaciones celulares específicas o generación de líneas celulares clonales.
Servicio de Proteómica: cuenta con un servicio de espectrometría, que dispone de dos instrumentos llamados espectrómetros de masas que sirven para analizar con gran precisión la composición de diferentes elementos químicos e isótopos atómicos. Gracias al uso de técnicas de ionización se pueden estudiar proteínas y metabolitos. Por su parte la electroforesis es una técnica utilizada para separar las proteínas según la movilidad de estas en un campo eléctrico y según su peso molecular.
Laboratorio de Producción de Vectores de Expresión y Virus Recombinantes: capaz de producir vectores de expresión plasmídicos y virales y virus recombinantes adenovirales, adeno-asociados, retrovirales y lentivirales.
Unidad de análisis químicos, físicos y estructurales: equipada con un sistema automático de microscopía de infrarrojos, microscopía de fuerza atómica, sistema de SPM para mediciones en líquidos y en atmósfera controlada, espectroscopia de impedancia electroquímica, potenciómetro para determinación de carga superficial, elipsómetro, entre otros.
Estabulario (animalario): con capacidad para la generación, cruce y mantenimiento de animales de experimentación normales y modificados genéticamente: transgénicos y knock-out, es decir ratones de laboratorio a los que se les ha borrado un gen de su genoma para saber cuál es la función de dicho gen y estudiarlo en profundidad y facilitar la comparación de los efectos de los diferentes tratamientos experimentales, sin que se produzca confusión debido a las diferencias genéticas.
Unidad de Microcirugía del Sistema Nervioso: todo un complejo conjunto de equipos, necesarios para realizar operaciones en animales de pequeño tamaño (principalmente ratas y ratones de laboratorio). Incluye equipos de anestesia, microscopios quirúrgicos, aparatos estereotáxicos, sistemas de microinyección y equipos mecanizados para la realización de técnicas invasivas.
Unidad de Análisis del Movimiento y Pruebas Neurofuncionales: con equipos para pruebas de análisis del movimiento (cinemática), cinética, electrofisiología así como diferentes modalidades sensitivas, conforman un equipamiento fundamental para evaluar los efectos de la lesión y las terapias experimentales en animales de experimentación.

## Normalización de la vida de las personas con discapacidad
En coordinación con su Fundación para la Investigación y la Integración, el Hospital Nacional de Parapléjicos desarrollan iniciativas y proyectos destinados a promover el acceso a la cultura, el deporte adaptado, el ocio inclusivo, el turismo para todos, la accesibilidad y el diseño universal, la formación y alfabetización digital, el empleo. En definitiva todo lo que facilite la normalización y plena integración social, laboral y familiar de las personas con lesión medular.
Las siguientes son algunas iniciativas:
- Programa de Formación en Nuevas tecnologías a personas con lesión medular.
- Asesoramiento en materia de accesibilidad a empresas e instituciones.
- Realización de guías de Recursos de Ocio y Turismo Accesibles (ROTAE), entre las que destaca la primera Guía de accesibilidad monumental de Toledo y de Castilla-La Mancha.
- Campamentos de integración para niños con y sin discapacidad adaptados al medio natural.
- Promoción de la práctica de Deporte Adaptado desde sus vertientes terapéuticas, lúdica, psicológica y competitiva.
- Promover la comunicación y la cultura de la discapacidad. El Hospital Nacional de Parapléjicos de Toledo es un centro emisor de mensajes que buscan sensibilizar a la sociedad en relación con la normalización de la vida de las personas con discapacidad.
- Prevención de lesión medular. De los aspectos de actividad del HNP destacan los contenidos preventivos de la lesión medular, atendiendo a su etiología. En este sentido el HNP colabora con medios de comunicación nacionales, regionales y locales en el proceso de realización de reportajes y noticias con un mensaje de sensibilización alusivo a la seguridad vial y a la prevención de accidentes de coche, moto, bicicletas y quads, con la publicación de estadísticas y testimonios personales.

Del mismo modo, profesionales de la pedagogía pertenecientes al centro han diseñado un programa educativo que se está llevando a cabo en colegios e institutos.

## Premios y reconocimientos
- 2001 Premio Silla de Oro ASPAYM al Hospital Nacional de Parapléjicos
- 2002 Premio Federación Empresarial de Toledo a la Institución más destacada por su valor social.
- 2003 Premio de la Asociación Nacional de Informadores Gráficos y de TV.
- 2003 Premio al HNP en el día de la Salud, celebrado en Guadalajara.
- 2004 Premio AUTELSI al "Proyecto o Iniciativa con compromiso social".
- 2005 Premio Júbilo del Grupo y la Asociación Club Júbilo al Hospital Nacional de Parapléjicos, por su trayectoria ejemplar en favor de las personas mayores y de un envejecimiento saludable.
- 2005 Premio IMSERSO Infanta Cristina de Comunicación por www.infomedula.org
- 2006 Premio programa de radio La Rebotica
- 2006 Premio ASPAYM Cuenca Silla de Oro de periodismo a Infomédula.
- 2006 Premio XV Congreso Europeo de Neurorrehabilitación
- 2007 Premio Asociación Tertulia XV de Manzanares
- 2007 Premio Farmaindustria de la Sociedad Española de Medicina de Familia y comunitaria en la categoría de Centros asistenciales.
- 2007 Premio II Certamen de Enfermería Raquel Recuero, a Profesionales de enfermería por su trabajo sobre prevención de lesiones medulares en la escuela.
- 2006 Premio Mano Amiga de ASPAYM a la Unidad de Neurología Experimental.
- 2007 Premio IV Edición Solidaridad Talavera de la Reina.
- 2007 Premio de Investigación Luisa Sigea de Velasco
- 2008 Premio Diario Médico a Infomédula “Los favoritos en la Red del Ámbito Sanitario del Concurso”
- 2008 Mención honorífica Voluntariado y Solidaridad, Revista Infomédula.
- 2009 Premio Real Fundación Toledo
- 2010 Premio Reina Sofía
- 2014 Premio Pingüino de Honor por el colectivo Motero del club Turismoto. 2014 Premio Diputación provincial de Toledo por labor en la difusión del Deporte
- 2014 Premio Línea Directa por sus 40 años de actividad
- 2014 Premio Sanitaria 2000 sus 40 años de actividad
- 2014 Premio Cope sus 40 años de actividad
- 2014 Premio Policía Nacional, Ángeles Custodios , por sus 40 años de actividad
- 2015 Premio de la Asociación Nacional de Informadores de la Salud a la mejor labor de comunicación
- 2015 Medalla de Plata de Castilla-La Mancha
- 2018 Premio Reina Leticia del Real Patronato sobre Discapacidad en la categoría de Rehabilitación e Integración a la Unidad de Rehabilitación Sexual y Reproducción Asistida
- 2019 Premio Fundación Roosevelt a Infomédula mejor medio de comunicación en el tratamiento informativo.
- 2019 Premio  Fundación CEA Comisariado Europeo del Automóvil
- 2019 Placa al Mérito Regional a la Unidad de Rehabilitación Pediatría
- 2019 Fisioterapia de niños Premio Excelentes Encastillalamancha.
- 2019 Premio Reina Letizia a la Unidad de Sexualidad y Reproducción Asistida
- 2019 Premio a la investigación Médica de la Revista España Healthy
- 2019 Premio de la Sociedad Española del Dolor la Investigación en el HNP
- 2019 Premio del Instituto Español de Resiliencia al equipo humano del hospital.
- 2020 Premio Fundación Alares en el apartado de Inclusión Laboral y Prevención de riesgos laborales